# Mézayon
Le Mézayon est un ruisseau du département Ardèche de la région Auvergne-Rhône-Alpes et un affluent de l'Ouvèze, c'est-à-dire un sous-affluent du Rhône.

## Géographie

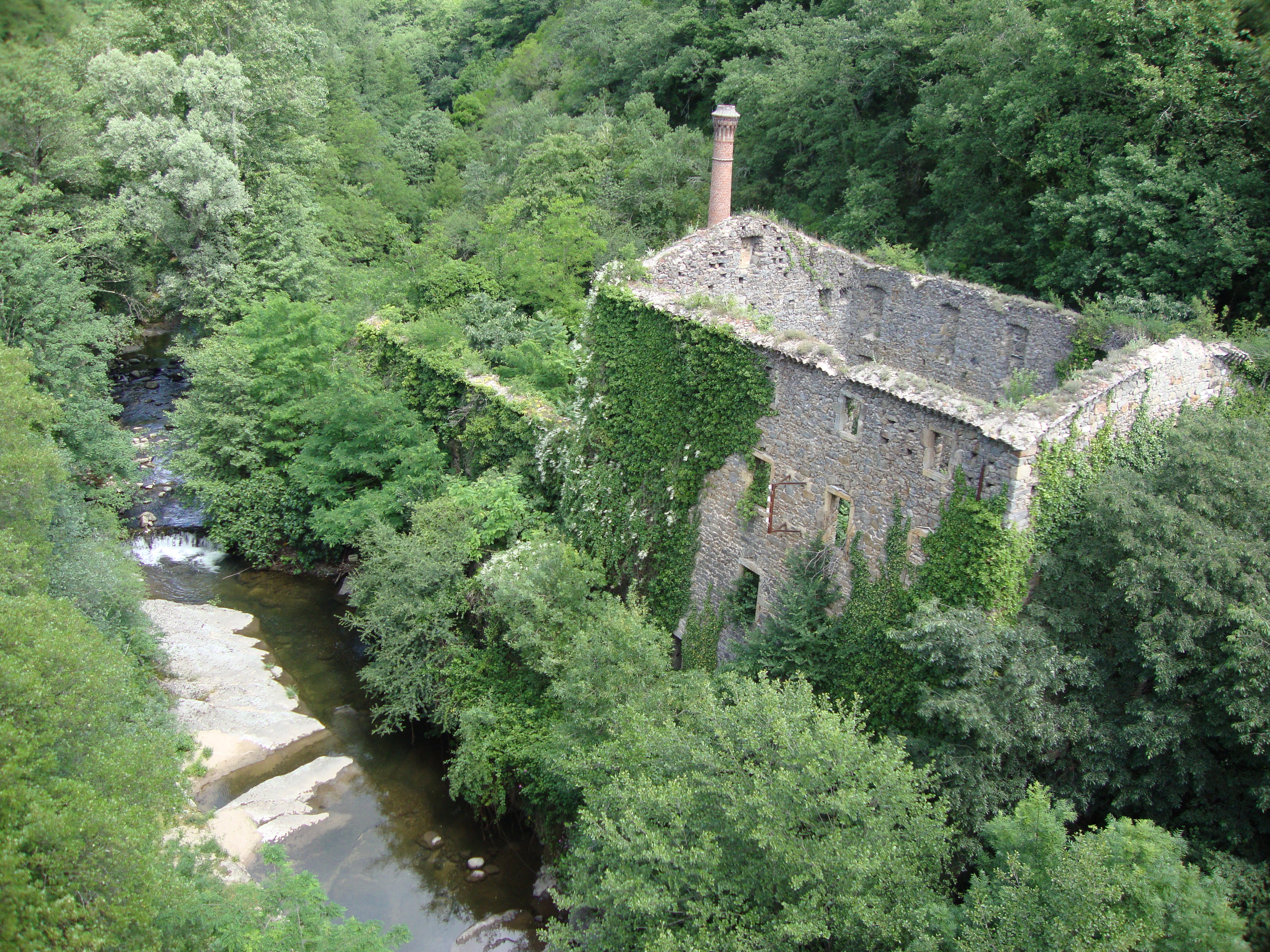
Moulin en ruine au bord du Mézayon à Privas

D'une longueur de 13,5 kilomètres, le Mézayon prend sa source à 500 mètres au nord du Roc de Gourdon (1 061 m), à l'altitude 895 mètres, sur la commune de Pourchères.
Il coule globalement de l'ouest vers l'est en longeant la route départementale D260 et conflue à l'extrémité est de la commune de Privas, sur la commune de Coux, à l'altitude 197 mètres.

## Communes et cantons traversés
Dans le seul département de l'Ardèche, le Mézayon traverse sept communes et un canton :
- dans le sens amont vers aval : Pourchères (source), Creysseilles, Pranles, Veyras, Lyas, Privas, Coux (confluence).

Soit en termes de cantons, le Mézayon prend source et conflue dans le même canton de Privas.

## Affluents
Le Mézayon a neuf affluents référencés :
- le ruisseau de Roche (rd) 1,9 km sur la seule commune de Pourchères.
- le ruisseau de Galaubre (rd) 1,5 km sur la seule commune de Pourchères.
- le ruisseau de l'Adret (rg) 2,1 km sur la seule commune de Creysseilles.
- le ruisseau de Merlot (rg) 3 km sur la seule commune de Creysseilles.
- le ruisseau de la Roubine (rg) 1,8 km sur la seule commune de Creysseilles.
- le ruisseau de Ruinas (rg) 2,3 km sur les trois communes de Creysseilles, Pranles et Veyras.
- le ruisseau de Livier (rg) 1,7 km sur la seule commune de Lyas.
- le ruisseau de Prachy (rg) 1,2 km à la limite des deux communes de Coux et Lyas.
- le ruisseau le Charalon (rd) 5,8 km prenant source sur la commune de Veyras, traversant Privas, et confluant sur Lyas.

## Hydrologie

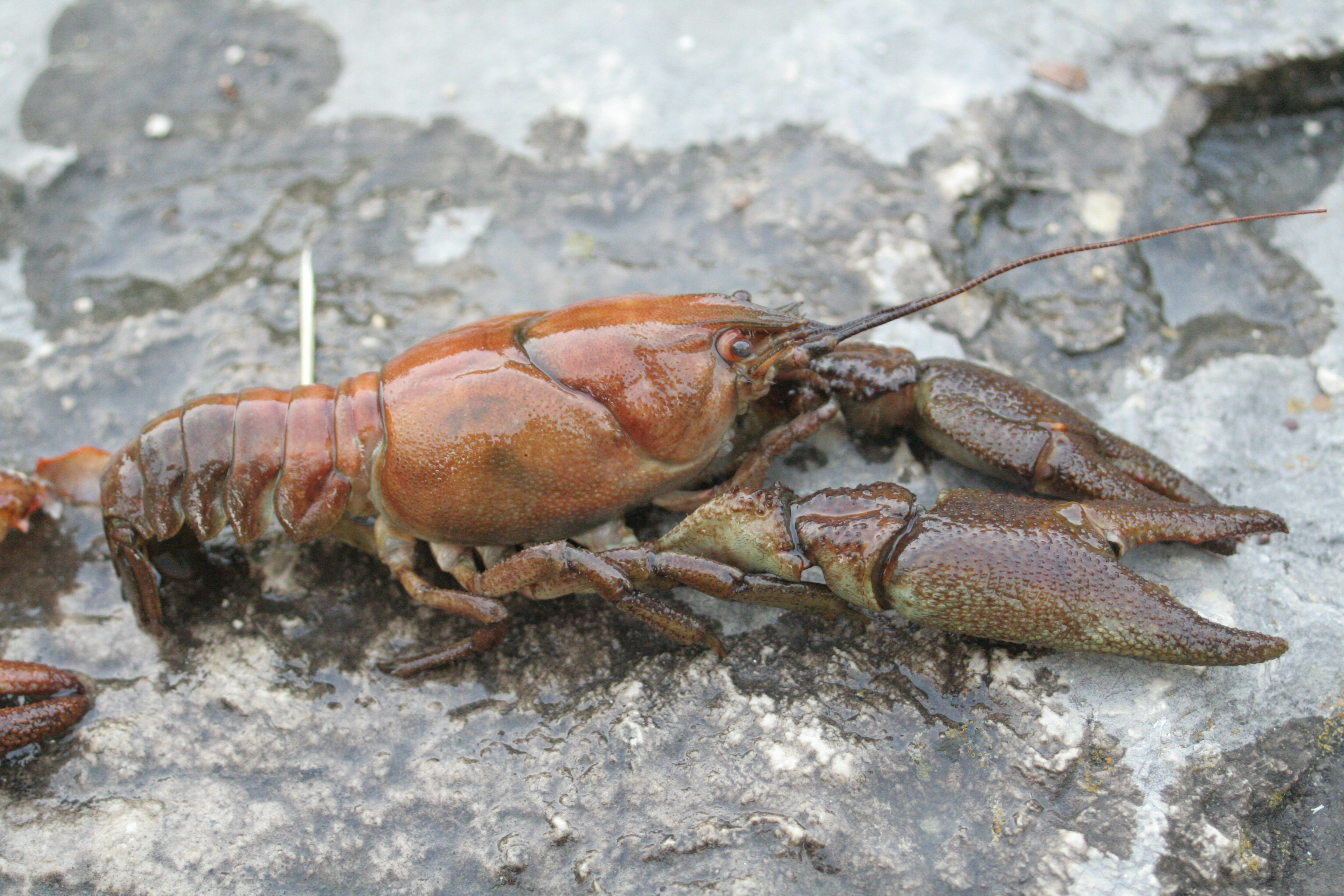
L'écrevisse à pattes blanches

Le bassin versant est d'environ 31 km2.

## Écologie
Le ruisseau du Mézayon est une ZNIEFF de type I d'une superficie de 220 hectares. Il abrite l'écrevisse à pattes blanches et le Barbeau méridional, tous les deux protégés par l'Europe, ainsi que le hibou petit-duc.

## Aménagements
Sur le ruisseau le Mézayon fut installé des moulins.
Entre le Petit Tournon sur la commune de Privas et le Bourdely sur la commune de Coux, deux étages de pont et viaduc ont été construits.